# Vlnolam

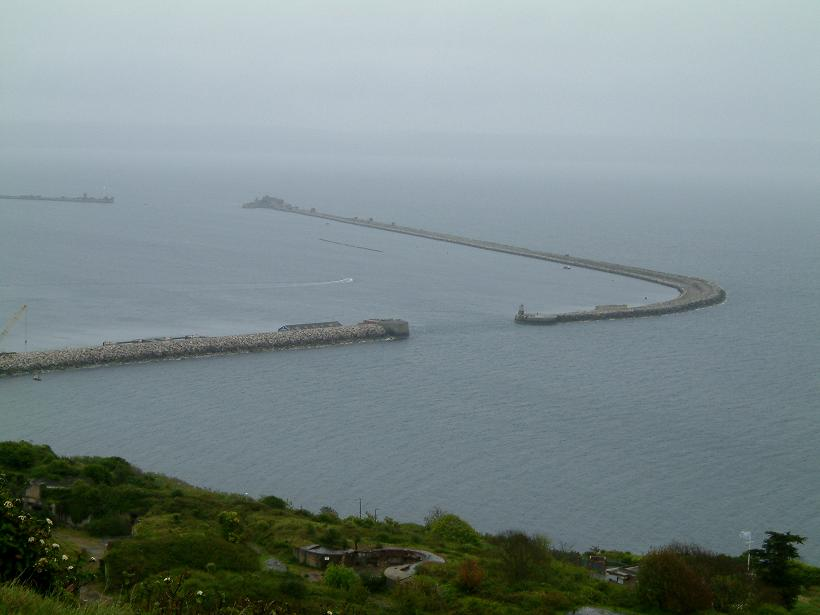
Ukázka pevného vlnolamu spojeného jednou částí s pobřežím

Vlnolamy jsou konstrukce sloužící jako součást pobřežní ochrany před vlnami způsobujícími erozi, nebo k ochraně přístavů a kotvišť před účinky počasí a zvednutou rozbouřenou hladinou. Cílem takové konstrukce je snížit intenzitu a sílu vln v pobřežních vodách a tím snížit erozi pobřeží. Jsou konstruovány do určité vzdálenosti od pobřeží, nebo jsou spojené za jeden konec s pobřežím. Vlnolamy mohou být zkonstruované dvěma způsoby, buďto pevné nebo plovoucí. Výběr závisí na hloubce vody, síle vln, přílivové oblasti ap.
Když narazí blížící se vlny do vlnolamu, je jejich erozivní síla soustředěna na tyto konstrukce a ne na pobřeží. Tím za vlnolamem vzniká oblast stojaté vody bez přísunu čerstvých sedimentů a živin a v případě většího oddělení může dojít ke zhoršení kvality vody. Stěna vlnolamu může sloužit také k udržení větší vrstvy sedimentu, což by po čase mohlo začít škodit lodní dopravě tím, že by hloubka nestačila ponoru lodí. Vlnolam lze vytvořit také jako umělý útes za účelem podpory mořského života.